# Châtelblanc
Châtelblanc là một xã trong vùng hành chính Franche-Comté, thuộc tỉnh Doubs, quận Pontarlier, tổng Mouthe. Tọa độ địa lý của xã là 46° 40' vĩ độ bắc, 06° 06' kinh độ đông. Châtelblanc nằm trên độ cao trung bình là 1014 mét trên mặt nước biển, có điểm thấp nhất là 901 mét và điểm cao nhất là 1274 mét. Xã có diện tích 20.79 km², dân số vào thời điểm 2004 là 104 người; mật độ dân số là 5 người/km².

## Thông tin nhân khẩu
| 1962 | 1968 | 1975 | 1982 | 1990 | 1999 |
| ---- | ---- | ---- | ---- | ---- | ---- |
| 122  | 131  | 123  | 114  | 104  | 102  |

(source: INSEE).

## Địa điểm tham quan
Nhà thờ của Châtelblanc được xây từ 1858 đến 1861.